# Xông hơi tẩy độc
Xông hơi tẩy độc, còn được gọi theo tên Tiếng Anh là Purification Rundown, Purif hoặc phương pháp Hubbard là một chương trình y học thay thế nhằm giải độc cơ thể gây nhiều tranh cãi được phát triển bởi người sáng lập Khoa luận giáo L. Ron Hubbard và được sử dụng bởi Nhà thờ Luận giáo như là một dịch vụ quảng bá giới thiệu cho họ. Những người theo khoa luận giáo coi đây là cách hiệu quả duy nhất để đối phó với các tác động lâu dài của lạm dụng thuốc hoặc phơi nhiễm các chất độc hại. Nó tạo cơ sở cho các chương trình cai nghiện thuốc và giải độc detox, được điều hành bởi các nhóm nhà thờ luận giáo chi nhánh như Narconon, Criminon, Second Chance, và Học viện chuyên khoa Tẩy độc quốc tế. Chương trình kết hợp việc tập thể dục, bổ sung chế độ ăn uống và ở lâu trong phòng tắm hơi (tối đa năm giờ một ngày trong năm tuần). Nó được quảng bá đa dạng như là một phong trào tôn giáo, một hình thức y học hoặc hoàn toàn thuộc tâm linh, tùy thuộc vào bối cảnh.
Từ năm 2012, chương trình Xông hơi tẩy độc đã xuất hiện ở Việt Nam, và do Bệnh viện 103 phối hợp với Hội Nạn nhân chất độc da cam/dioxin (NNCĐDC/dioxin) thực hiện, với mục đích "giúp đỡ các nạn nhân nhiễm chất độc màu da cam", mặc dù các cơ quan, các chuyên gia y tế nước ngoài lên tiếng cảnh báo về những hệ lụy của nó.

## Lịch sử
Hubbard đưa ra ý tưởng của mình về niacin trong một cuốn sách có tên All About Radiation. Ông ta tuyên bố đã phát hiện ra rằng các liều lớn vitamin có thể làm giảm bớt và ngăn ngừa bệnh phóng xạ. Ông còn đã tiếp thị hỗn hợp "chất chống phóng xạ" này dưới dạng viên nén, và gọi nó là "Dianazene". Hai mươi mốt viên nén như vậy đã bị Cục Quản lý Thực phẩm và Dược phẩm Hoa Kỳ FDA tịch thu và tiêu hủy vào năm 1958.
Tiền thân năm 1979 của phong trào Xông hơi tẩy độc được gọi là "Chương trình đổ mồ hôi" và có mục đích tương tự để loại bỏ dấu vết của chất LSD, mà theo Hubbard, vẫn còn tồn đọng trong thời gian dài trên cơ thể. Người tham gia có chế độ ăn kiêng hạn chế, bao gồm một liều lớn vitamin và một muỗng cà phê muối, và dành ít nhất một giờ mỗi ngày để chạy bộ trong bộ đồ cao su. Đối với một số người, chế độ này kéo dài trong nhiều tháng.
Chương trình được phát triển để sử dụng trong tổ chức luận giáo Narconon, và được xuất bản trong Bản tin kỹ thuật về luận giáo và Dianetic của Hubbard cũng như trong cuốn sách Clear Body, Clear Mind. Còn có hai cuốn sách khác mô tả quy trình này, đó là Purification: An Illustrated Answer To Drugs và Narconon New Life Detoxification Program: the effective purification program by L. Ron Hubbard. Thuật ngữ "Purification Rundown" là tên thương mại do Trung tâm Công nghệ Tôn giáo RTC (là cơ quan chủ quản của Nhà thờ Khoa luận giáo), mặc dù người phát ngôn của RTC đã từ chối mọi thỏa thuận cấp phép với Narconon.

## Quá trình
Một quá trình purif đầy đủ thường mất vài tuần. Cũng như việc dành thời gian trong phòng xông hơi, mọi người bắt buộc phải tập thể dục nhẹ bao gồm cả môn thể dục trị liệu, máy chạy bộ và các hoạt động tương tự khác.
Chương trình bao gồm sử dụng một liều vitamin cao (đặc biệt là niacin), dành thời gian dài trong phòng tắm hơi, tập thể dục và tiêu thụ hỗn hợp dầu thực vật, với niềm tin rằng đối tượng tham gia sẽ tiết ra chất độc và thay thế chất béo trong mô mỡ của cơ thể với dầu thực vật. Clear Body, Clear Mind khuyên rằng những người tham gia nên duy trì chế độ ăn uống bình thường trong suốt quá trình, bổ sung rau quả tươi.
Chương trình yêu cầu người tham gia phải ăn những thứ sau đây đều đặn:
- Một loại cocktail đa vitamin, với thành phần chính là niacin. Clear Body, Clear Mind khuyến nghị liều ban đầu là 100 mg, tăng lên 5.000 mg trong suốt chương trình.  Điều này trái ngược với mức khuyến cáo về mặt y tế khoảng 15 mg: liều lớn hơn có thể có tác dụng phụ nghiêm trọng, thậm chí có thể gây tử vong. Người tham gia được nói cần chú ý các triệu chứng chứng tỏ phương pháp đã có hiệu quả do sự "giải phóng" chất độc hoặc chất phóng xạ từ mỡ cơ thể của họ.[25] Do đó, những triệu chứng của sự quá liều niacin, bao gồm kích ứng da, đỏ bừng da, chóng mặt và đau đầu, được hiểu là một tác động tích cực của sự hồi phục.[26][27]
- Bổ sung khoáng chất, bao gồm calci, magiê, sắt, kẽm, mangan, đồng, iod và kali.[28]
- Khoảng nửa cốc dầu thực vật nguyên chất mỗi ngày.[29]
- Sử dụng "CalMag", một loại thức uống mà Clear Body, Clear Mind mô tả là dung dịch calci gluconat, magiê carbonat và giấm pha nước, theo tỷ lệ như vậy, hỗn hợp này có lượng calci nguyên tố gấp đôi so với magnesi. Sử dụng tối đa ba lần mỗi ngày.[30]
- Đủ chất lỏng để bù lượng nước bị mất trong phòng tắm hơi.[31]

Hubbard chỉ định rằng mỗi người tham gia phải hoàn thành mẫu báo cáo hàng ngày, liệt kê lượng vitamin, khoáng chất, Cal-Mag và các chất lỏng khác được sử dụng, được xem xét để đảm bảo rằng họ tuân thủ mọi nguyên tắc của chương trình.

## Tác dụng, hệ lụy

### Cơ sở lý thuyết
Lý luận đằng sau Purif là các độc tố, thuốc và các hạt phóng xạ được tích trữ trong mô mỡ cơ thể, sẽ được giải phóng thông qua trao đổi chất béo (do đó cần tiêu thụ dầu) và sau đó chúng được giải phóng qua mồ hôi và các cơ chế thông thường khác như qua chất thải cơ thể bài tiết ra. Các đánh giá khoa học uy tín độc lập báo cáo rằng nồng độ chất độc hoặc chất thuốc trong mồ hôi là không đáng kể, vì chúng chủ yếu được loại bỏ khỏi cơ thể qua gan, thận và phổi. Ý kiến độc tố từ mô mỡ có thể được tiết ra đã bị bác bỏ bởi các chuyên gia độc học lâm sàng. Bằng chứng được đưa ra cho Purif đã không chứng minh được rằng việc tẩy độc đang thực sự diễn ra.
Một đánh giá lâm sàng năm 1995 tại một hội nghị y tế đã mô tả rằng một liều lượng lớn niacin là hoàn toàn không phù hợp cho cơ thể, đặc biệt là vì chúng gây ra sự giải phóng histamine, gây phản tác dụng khi có nhạy cảm hóa học. Nhà tâm lý học Herman Staudenmayer mô tả chương trình này là một phần của xu hướng chẩn đoán và điều trị cái gọi là "hội chứng rối loạn đa nhạy cảm hóa học", là một triệu chứng không tương thích với bất kỳ bệnh nào đã biết và có khả năng là do tâm sinh lý, tức bệnh không có thật. Ông nói thêm, "Các tuyên bố về nó của các tổ chức y tế [...] rất không rõ ràng do sự thiếu bằng chứng khoa học cho những việc thực hành kiểu này." 
Vào tháng 1 năm 2005, một nhóm gồm năm bác sĩ và chín chuyên gia giáo dục sức khỏe thay mặt cho Phòng Giáo dục California đã đưa ra một báo cáo kiểm tra về Narconon và các tài liệu của nó. Báo cáo mô tả các giả định chính của chương trình Purif là không khoa học và không chính xác. Ba chuyên gia được tờ The Buffalo News dẫn ra đã chỉ trích các bằng chứng yếu kém và các giả định mơ hồ đằng sau chương trình.

### Hiệu quả và an toàn
Một cuộc điều tra của tờ New York Press đã hỏi một số bác sĩ độc lập về bằng chứng cho Purification Rundown. Không ai trong số họ chứng thực tính hiệu quả của chương trình và một số mô tả rõ ràng rằng nó rất là nguy hiểm. Một số người nói rằng không có một nghiên cứu bình duyệt nào về purif đã được công bố trên bất kỳ tạp chí y khoa uy tín nào. Một số nghiên cứu có vẻ hỗ trợ cho purif cũng đã được công bố, nhưng những nghiên cứu này thiếu các nhóm kiểm soát và có những thất bại trong kiểm chứng khoa học khác.
Biên tập viên tạp chí Newkirk Herald Journal là Robert W. lobsinger đã nêu ra một số ý kiến của các chuyên gia y tế về chương trình này vào năm 1989. James Kenney của Hội đồng Quốc gia Chống gian lận sức khỏe Hoa Kỳ đã lên án những người quản lý những cách điều trị "chưa được chứng minh" là phạm tội gian lận sức khỏe. Ông viết rằng "[...] bằng chứng khoa học cho thấy thực tế hoàn toàn trái ngược với những gì lý thuyết của Hubbard dự đoán", cảnh báo rằng liều lớn niacin có thể gây tổn thương gan, bệnh gút, viêm dạ dày và các tác dụng phụ nghiêm trọng khác. Tiến sĩ David Hogg ở Toronto nói rằng chương trình này có thể gây hại cho sức khỏe của người tham gia. Tiến sĩ C. Mark Palmer ở thành phố Ponca, Oklahoma bác bỏ giả thuyết cho rằng đổ mồ hôi sẽ loại bỏ thuốc và độc tố, nói rằng "Dù bệnh nhân có đổ mồ hôi bao nhiêu đi chăng nữa, nó cũng không thể làm tăng đáng kể việc loại bỏ hầu hết các loại chất thuốc".
Sau khi xem xét các tài liệu được xuất bản bởi Narconon, giáo sư hóa sinh Bruce Roe của Đại học Oklahoma đã mô tả chương trình này là "một trò lừa đảo" dựa trên "sự thật nửa mùa và giả khoa học".  Trong một báo cáo năm 1988, Tiến sĩ Ronald E. Gots, một chuyên gia về độc chất học từ Bethesda, Maryland, đã gọi chế độ này là "thủ đoạn", và lưu ý rằng "không có cơ quan nào được công nhận của các nhà độc học, không có khoa y học lâm sàng, cũng không có cơ quan chính phủ nào chứng thực hoặc đề nghị điều trị như vậy." Năm 1991, Hội đồng Sức khỏe Tâm thần ở Oklahoma đã từ chối chứng nhận cấp phép sử dụng chương trình tại một cơ sở Narconon với lý do có nguy hiểm tiềm tàng từ liều vitamin và khoáng chất cao. Một báo cáo về Narconon của Bộ Y tế ở California đã mô tả các liều vitamin lớn là đặc biệt "nguy hiểm" và "trong một số trường hợp, có thể gây chết người". Giáo sư Michael Ryan, một dược sĩ tại Đại học Dublin, đã làm chứng trong một phiên tòa năm 2003 rằng chương trình này không được kiểm chứng về mặt khoa học và không an toàn về mặt y tế.
Những người tiếp thị cho chương trình lại khẳng định rằng nó đã được chứng minh là an toàn và hiệu quả. Các tài liệu tiếp thị trình bày lời chứng thực cho hiệu quả của xông hơi tẩy độc. Một số bác sĩ khi quan sát cách điều trị đã bị ấn tượng bởi những lời chứng thực tiếp thị nhưng đã yêu cầu bằng chứng cho thấy sự cải thiện là do chính chương trình gây ra chứ không phải là do người tham gia được gợi ý, do ảo tưởng hoặc hiệu ứng giả dược. Năm 2007, chuyên gia tâm sinh lý John Brick nói về chuyến thăm của ông ta tới một phòng khám ở Manhattan, "Cho dù đó là từ sự kết hợp bí ẩn của vitamin hay chỉ là chế độ ăn uống và tập thể dục tốt, tôi không thể nói được. Nhưng điểm mấu chốt là nó giúp ích cho các bệnh nhân mà tôi đã nói chuyện." Tuy nhiên ông cũng nhấn mạnh tầm quan trọng của việc độc lập xác minh tính hợp lệ của chương trình, và thừa nhận rằng không có mối quan hệ nhân quả nào đã được chứng minh giữa kết quả trông thấy và việc tham gia chương trình.
Trong một phiên tòa tại Pháp năm 1999, năm nhân viên của Nhà thờ Khoa luận giáo đã bị kết án tội lừa đảo vì đã bán chương trình và các thủ tục Khoa luận giáo khác. Tại Nga, chương trình đã bị các quan chức cấm vì là mối đe dọa đối với sức khỏe cộng đồng.

## Tại Việt Nam
Tại Việt Nam, từ năm 2012, Ban Chủ nhiệm chương trình nghiên cứu trọng điểm cấp nhà nước về "Nghiên cứu khắc phục hậu quả lâu dài chất da cam/dioxin do Mỹ sử dụng trong chiến tranh đối với môi trường và sức khỏe con người VN" đã tổ chức họp bàn về kết quả nghiên cứu của đề tài "Nghiên cứu và ứng dụng một số biện pháp điều trị giải độc không đặc hiệu cho những người bị phơi nhiễm chất da cam/dioxin" do Bệnh viện 103 chủ trì thực hiện.
PGS-TS Lê Kế Sơn, Chủ nhiệm chương trình khẳng định phương pháp điều trị dựa trên nguyên lý giải độc không đặc hiệu bằng cách kết hợp sử dụng vitamin liều cao, nhất là vitamin PP, dầu thực vật, xông hơi đã cải thiện sức khỏe của người bệnh, đặc biệt là nồng độ dioxin trong máu giảm rõ so với nồng độ dioxin trước điều trị. Tuy nhiên, cơ quan chưa cung cấp bất kì tài liệu mang số liệu có kiểm định thống kê lâm sàng hợp lệ nào chứng tỏ sự hiệu quả của phương pháp, chưa tiến hành lập nhóm kiểm soát.
Ngày 20.2.2014, Hội NNCĐDC Đà Nẵng tổ chức lễ khánh thành đưa vào trung tâm xông hơi - giải độc và phục hồi chức năng tại đường Nguyễn Văn Huề (P.Thanh Khê Tây, Q.Thanh Khê), có vốn đầu tư 2,2 tỉ đồng, do Quỹ Harris Freeman Foundation tài trợ. Trung tâm có diện tích sử dụng 300 m2 gồm 2 phòng xông hơi nam, nữ; phòng khám bệnh, phòng xét nghiệm, phòng uống vitamin. Bà Hiền cho biết trung tâm phục vụ cho khoảng 5.000 NNCĐDC trên địa bàn TP.Đà Nẵng. Với những NNCĐDC là hộ nghèo, việc tẩy độc hoàn toàn miễn phí.
Nhưng qua 2 năm thực hiện 17 đợt tẩy độc cho hơn 300 người tại trung tâm, có rất nhiều người trong số đó không nằm trong danh sách những người bị phơi nhiễm, hoặc có nguy cơ phơi nhiễm dioxin cũng tham gia với hy vọng "không bổ chiều ngang cũng bổ chiều dọc".
Bác sĩ Nguyễn Văn Đức, Phó giám đốc trung tâm mô tả phương pháp tẩy độc ở trung tâm, về căn bản là tương tự phương pháp của Hubbard, bao gồm sử dụng vitamin liều cao, uống dầu, khoáng chất, tắm hơi lâu,... Việc sử dụng vitamin liều cao để áp dụng cho người bình thường trên thế giới đã có những hệ lụy khôn lường (như sẽ nói sau đây), thế mà trung tâm cấp nhà nước này lại áp dụng liệu pháp thay thế này cho những nạn nhân mắc bệnh dioxin.
Ngoài ra, ngay từ khi bắt đầu có thông tin về chương trình Purif được áp dụng cho NNCĐDC tại VN, nhiều chuyên gia nước ngoài đã lên tiếng cảnh báo. Tiến sĩ Wayne Dwernychuk, chuyên gia về chất độc da cam người Canada, khẳng định Purif hoàn toàn không có cơ sở khoa học. Trong bài viết gửi riêng cho trang tin điện tử tiếng Anh của Thanh Niên, ông cho biết đến nay chưa có công trình y học nghiêm túc nào chứng minh tính hiệu quả của phương pháp giả khoa học Purif.
Tương tự, thư ký Hội Hữu nghị Anh - Việt Len Aldis, người dành phần lớn cuộc đời vận động hỗ trợ NNCĐDC tại VN cho đến khi qua đời năm 2015, cũng đã kịch liệt phản đối áp dụng Purif. Ông từng viết trên trang báo Thanh Niên hồi năm 2013 rằng việc nhiều bệnh nhân cho biết "cảm thấy khỏe hơn" sau khi tham gia "tẩy độc" chưa đủ xem là bằng chứng về hiệu quả của chương trình gây tranh cãi này. "Dĩ nhiên đến tôi cũng sẽ thấy "khỏe hơn" sau nhiều tháng xông hơi, massage và tập thể dục. Tuy nhiên, chưa có phân tích khoa học rõ ràng nào về kết quả lâu dài", ông viết. Theo một số chuyên gia khác, cái gọi là kết quả khả quan bước đầu của Purif có thể đến từ tâm lý của người tham gia hơn là hiệu quả thật.

## Một số kết quả bất lợi
Paride Ella và Giuseppe Tomba, hai khách hàng của Narconon ở Taceno, Ý, đã chết năm 1995 trong khi giai đoạnn vitamin liều cao của chương trình, bị các vấn đề về thận và đau tim tương ứng.

Năm 1996, nhà báo Mark Ebner đã mô tả trường hợp của một người phụ nữ bị say nắng và thiếu máu nặng khi tham gia chương trình.
Một ngày nọ, cô ấy được tìm thấy đang nằm trên sàn phòng chờ, đôi môi tái nhợt, xuất huyết. Thay vì đo huyết áp của cô ấy hoặc gọi xe cứu thương hoặc thậm chí là bác sĩ, họ đã giải thích rằng việc cô ấy bị chảy máu chỉ là "hồi phục lại cơ thể" khỏi bức xạ mà cô đã hấp thụ từ xét nghiệm siêu âm cô ấy đã làm từ nhiều năm trước.
Năm 1997, hai bác sĩ phòng cấp cứu báo cáo điều trị cho một người đàn ông 45 tuổi, người đã tham gia vào xông hơi tẩy độc. Trước đây vẫn còn rất khỏe mạnh, nhưng sau đó anh ta đã bị triệu chứng co giật trong khi tham gia chương trình, điều mà Giáo hội Luận giáo khuyến nghị cần thanh lọc, tẩy độc thêm để điều trị. Đặt trở lại phòng tắm hơi, anh lên cơn co giật mạnh và được đưa đến bệnh viện trong tình trạng rất không ổn định. Anh ta được chẩn đoán bị hạ natri máu nặng và đã phải điều trị y tế ba ngày. Trong một trường hợp tương tự, một phụ nữ từ Medina, Ohio phải nhập viện sau khi bị mất ngủ và sinh ảo giác trong khi tham gia chương trình. Năm 2004, một cựu thành viên chương trình ở Anh nói với các phóng viên rằng chương trình đã làm cho tình trạng thể chất của anh ta trở nên tồi tệ hơn, và anh ta đã bị họ từ chối cho điều trị y tế.
Một người đàn ông 25 tuổi ở Portland, Oregon đã chết vì suy gan cấp tính sau khi tham gia Purif. Cha mẹ anh đã kiện Nhà thờ Luận giáo và vụ việc đã được giải quyết ngoài tòa án. Các thành viên cấp cao của khoa luận giáo đổ lỗi cái chết là do các vấn đề y tế trước đó của nạn nhân.